# 龍興寺 (岐阜市)
龍興寺（りゅうこうじ）は岐阜県岐阜市梅林にある聖観世音菩薩を本尊とする臨済宗妙心寺派（龍泉派大法院下）の寺院で、山号は大雲山。美濃新四国15番札所。
創建不詳。戦国時代に斎藤龍興がその念持仏を本尊とし、卍元を開山として下加納の地に建立したと伝わる。斎藤氏の没落後無檀となり寺運が衰えたが、明治14年（1881年）に瑞龍寺の綾州和尚により梅林の地に移され再興された。本尊の知恵観世音菩薩の他に弘法大師を祀り、美濃四国の札所となっている。